# Yacomo García
Yacomo García es un deportista dominicano que compitió en taekwondo. Ganó una medalla de bronce en los Juegos Panamericanos de 2007, y una medalla de bronce en el Campeonato Panamericano de Taekwondo de 2004.

## Palmarés internacional
| Juegos Panamericanos    | Juegos Panamericanos            | Juegos Panamericanos | Juegos Panamericanos |
| Año                     | Lugar                           | Medalla              | Categoría            |
| ----------------------- | ------------------------------- | -------------------- | -------------------- |
| 2007                    | Río de Janeiro (Brasil)         | Medalla de bronce    | –68 kg               |
| Campeonato Panamericano |                                 |                      |                      |
| Año                     | Lugar                           | Medalla              | Categoría            |
| 2004                    | Santo Domingo (Rep. Dominicana) | Medalla de bronce    | –62 kg               |